# Туйгунов, Леонид Наумович
Леонид Наумович Туйгунов (1919—2001) — полковник Советской Армии, участник Великой Отечественной войны, Герой Советского Союза (1944).

## Биография
Леонид Туйгунов родился 5 октября 1919 года в селе Ладейки (ныне — в черте Красноярска). С 1935 г. жил в Киселевске, где окончил школу-семилетку. После окончания десяти классов школы работал ретушёром в типографии. В сентябре 1939 года Туйгунов был призван на службу в Рабоче-крестьянскую Красную Армию. В 1940 году он окончил Челябинское военное авиационное училище лётчиков-наблюдателей. С начала Великой Отечественной войны — на её фронтах. В 1942 году Туйгунов окончил Высшую школу штурманов. В боях он два раза был ранен.
К октябрю 1944 года старший лейтенант Леонид Туйгунов был штурманом звена 335-го авиаполка 4-й гвардейской авиадивизии 4-го гвардейского авиакорпуса АДД СССР. К тому времени он совершил 205 боевых вылетов на бомбардировку скоплений боевой техники и живой силы противника, его важных объектов, нанеся ему большие потери.
Указом Президиума Верховного Совета СССР от 5 ноября 1944 года за «образцовое выполнение боевых заданий командования на фронте борьбы с немецкими захватчиками и проявленные при этом мужество и героизм» старший лейтенант Леонид Туйгунов был удостоен высокого звания Героя Советского Союза с вручением ордена Ленина и медали «Золотая Звезда» за номером 5127.
После окончания войны Туйгунов продолжил службу в Советской Армии. В 1955 году он окончил Центральные лётно-тактические курсы. В 1959 году в звании полковника Туйгунов был уволен в запас. Проживал и работал в городе Светловодске Кировоградской области Украины. Скончался 11 сентября 2001 года, похоронен на воинском кладбище Александрии.
Был награждён двумя орденами Ленина, двумя орденами Красного Знамени, орденом Александра Невского, двумя орденами Отечественной войны 1-й степени, двумя орденами Красной Звезды, рядом медалей, украинским орденом Богдана Хмельницкого III степени (5.05.1999) и иностранным орденом.